# 笑連隊
笑連隊（しょうれんたい）は日本のレゲエグループ。
SUNNY SIDE RECORDS所属。

## メンバー
高橋ルー
笑連隊のリーダー。岡山生まれ、血液型O型、しし座。シングジェイ担当。キャッチフレーズは「良く見るとイケメン」。性病先生、おっぱい大魔王など。中学校と高等学校の英語教員免許をもつ。ピアノ教師の息子として、音楽的才能を幼少時代より発揮し、小学生に入りドラムをはじめる。小学3年生の時に東映演技研究所入り。様々な番組、映画に出演し、1992年にNHKのさわやか3組にレギュラー出演。その後、芸能界を一度引退。ドラマーとしてロックやメロコア、ミクスチャー等様々な音楽活動を経て、高校3年の時レゲエに深く感銘を受け、レゲエアーティストに転向、上京後笑連隊を結成。笑連隊では主に下ネタ担当で、「グッバイおっぱい」や、同じクルーの4×4とコンビネーションチューン「コンドーム使用しよう」等を歌う。流派-Rでのインタビューでは「(下ネタではあるが)メッセージ性を重視している」と発言。
4×4
1982年9月30日生。DJ担当。新宿生まれで埼玉県育ち。ボーイスカウト菊賞を受賞していて、手旗信号で会話ができる。
ブルーバード
DJ担当。DJ歴は長くないが足場職人としてのキャリアは長い。実家は狭く、面積はセント・バーナード1匹分。しかし、なぜか小型犬を飼っている。ステージ上で暴走している高橋と4×4のかわりに司会をすることもある。

### 元メンバー
DJヨンコン
バックDJ担当。1984年4月17日生まれ。東京都新宿区出身。本名、佐伯勇。神田外語大学中退。高橋に引き込まれてメンバーになったがどこから連れてこられたかは不明。オスマン・サンコンの息子だが、日本語しか話せない。笑連隊では当初、日本語は喋れない設定だったがヨンコンの希望により喋れる設定になった。父は視力4.0だったが、ヨンコンは視力0.4の乱視。2006年に初めての彼女ができて一度脱退。その後父のオスマン・サンコンの力でたけし軍団に入ろうと頑張るが、話が進まず千葉駅周辺でふらふらしている所を再び高橋ルーに拾われる。2012年12月にヨンコン卒業記者会見を開き今度こそ本当の脱退。理由は「普通の男の子に戻りたい。」かららしい。

## 活動
2006年
自主制作によるファーストアルバム、「笑遊記」を4月に発表。
セレクターである、DJヨンコンに初めての彼女が出来、一時期レゲエ界を引退するも、彼女にふられ笑連隊に再入隊。
2007年
5月に千葉で行われるレゲエフェス「SOUND GATE 2007」に出演、以降鹿児島、盛岡の「FRESH AIR」等のフェスに出演する。
6月ミニアルバム『人間合格』をP-VINE RECORDSよりリリース。ジャケットは「THE3名様」の石原まこちんが手がける。
9月INFINITY16プロデュースによる『ドキドキサマー』をMINMI feat.10-feetの『真夏のオリオン』のカップリング曲としてリリース。
11月レゲエの情報サイトROCKERS channel（ロッカーズ・チャンネル）にてほぼ週間5分バラエティ「笑連隊にまるなげ」が始まる。
12月テレビ東京「流派-R」の企画「R-battle」で準優勝。「RIDDIM AWARDS2007」に「人間合格」が選ばれる。
2008年
4月ファーストアルバムとなる『ウキウキ反抗期』をP-VINE RECORDSよりリリース。このジャケットも前作に引き続き石原まこちんが手がける。
5月笑連隊日テレの朝のテレビ番組「ラジかるッ」に生出演。
6月笑連隊NHK「MUSIC JAPAN」の公開収録に参加するも、見事全カットになる。が、初のNHKホールで歌った事でテンションはあがる。
7月北海道のゆるキャラ、まりもっこりベストアルバムに『こりこりまりもっこり 大人編』で参加。
8月Mighty Jam Rock主催の野外フェス「Highest Mountain 2008」に出演。2万5千人の観衆の前に高橋ルーの母親をあげ、学生時代仕送りで風俗に行っていた事を謝罪。
12月「さびしんぼナイト」に出演。サガミオリジナル10周年の日に『コンドームを使用しよう』を歌う。
2009年
1月笑連隊朝日放送のTV番組「今ちゃんの実は…」に出演。
6月MIDAS RECORDSより発売されたコンピレーションアルバム「ママレゲエ」に高橋ルーが「ごめん母ちゃん」で参加。
6月ユニバーサルミュージックより発売されたコンピレーションアルバム「DRINKING REGGAE STYLE」にSUNSET the platinum soundプロデュースの「今夜もお酒が呑みたくて」で参加。
6月ブルーバード、バイク事故で前歯を失う。
7月ネット配信限定でサウスラッカスクループロデュースの「上上天国」をリリース。アメリカでも配信される。
9月SUNNY SIDE RECORDSより発売された『アイ＆アイ・リディム・ワン・ウェイ ～初心～』に「ありが10匹」で参加。
12月大人気キャラクター「まりもっこり」とコラボしストラップを発売。
2010年
6月「REGGAE SUPER POWER2010」に出演。物販を売るスタッフとして、何故か高橋ルーの母、フミコも参加。
7月サニーサイドレコードから、「ラフ☆レボリューション2010　～（笑）は地球を救う～」をリリース。
8月渋谷TOWER RECORDS地下にて、「ラフ☆レボリューション2010」のリリースパーティーを開催。
9月ゲストにFIRE BALLを迎えて、ロッカーズチャンネルの「笑連隊にまるなげ」初の公開収録。…が緊張し過ぎて、うまくトークができず、結果として後悔収録になる…。
9月SUN SETが主催する野外フェス「おくたま☆星空レゲエバッシュ2010」に出演。
10月乃木坂のクラブカクタスにて、笑連隊のメンバーそれぞれがプロデュースするイベント「IT'S 笑 TIME」がスタート。
12月「さみしんぼナイト2010」に出演。
12月ブルーバードがやっと差し歯を入れる。
2011年
1月4x4がRANKIN TAXIの「チンチンピンピン」のアンサーソング「チンチンピンチ」をリリース。この曲のリリースにより、4x4のインポテンツ疑惑が生まれる。またこの曲のトレイラーでは珍しく濡れ場があり、女性ファンから「みたいけどみたくない」「やめられないとまらない」「愛されるよりも愛したい」といったコメントが多数よせられる。
3月「ラフ☆レボリューション2010～（笑）は地球を救う～」収録のリードMV曲「さよなラブ」のアコースティックバージョンで発表。演奏はラスデゲス。謎の女性シンガーレディー5x5の圧倒的歌唱力により、「レコーディングスタジオのガラスにヒビが入った。」という逸話まで生まれる。
6月所沢の野外フェス「REGGAE SUPER POWERキセキ2011」に出演。
7月SAMURAI SUPER POWERが主催する野外フェス「FRESH AIR2011」に出演。
9月SUN SETが主催する野外フェス「おくたま☆星空レゲエバッシュ2011」に出演。
12月CASINO891のPAM PAMのプロデュースで高橋ルーが奈良のDJ DADAとフィーチャリングして「CRAZY FOR YOU」をリリース。
2012年
2月サニーサイドレコードから全曲バンドと一緒に制作したアルバム「band!band!band!」を発売！HOME GROWNを筆頭に、全7組のバンドと夢の共演を実現。
2月笑連隊初のベストアルバム「ベスト10＆ダスト10」をリリース。「レゲ友100人できるかな？」をe-mura氏が、そして「ちっちゃいおっさん」をBACHLOGIC氏がREMIXを手がけたスペシャルバージョンが収録される。
4月OVER HEATの主催する出演者が20代のみの野外フェス「RIDDIM FORCE」に出演。メンバーの大半がギリギリ20代の為、見事大トリを務める。
6月所沢の野外フェス「REGGAE SUPER POWERキセキ2012」に出演。
6月ヨンコンが「さんまのスーパーからくりTV」に出演。
8月「真夏のSABISHINBO NIGHT2012」に出演。
8月高橋ルーの母が実家でクワガタの養殖を始める。そして高橋ルーの家に大量のクワガタが届く（高橋ルーは虫嫌いで有名）。
9月クワガタをもてあました高橋ルーが4x4に一匹託すが、到着と同時に冬眠をはじめ、愛着沸く間もなく息絶える。
9月福岡の野外フェス「SUN SET LIVE2012」に出演。
9月茨城の野外フェス「BIG WAVE2012」に出演。
9月4x4がデビュー当初より歌い続けてきたスラックネスチューン「SHAMPOO IS LIMITED」（「笑遊記」収録）がリメイクされて復活。身だしなみと地球環境保全という一見交わりそうもないテーマを絶妙なバランスで歌う名曲。
12月ヨンコンが今度こそ本当に脱退。引退会見をYouTubeに公開。「普通の男の子に戻りたい」と言い残している。
12月4x4の日本一スケベな歌として一部を騒がせたあの「IKANAIDE...feat AYA」がクリスマス特別バージョンとしてリリースされる。
2013年
2月高橋ルーが「HAGE‐禿革命‐」をリリース。NG HEADのフローをモロパクりし、おれはM字HEADだと言っているが、最近ではMの真ん中の部分が抜けてきて、Mですら無くなりつつあり本人は焦りを感じているらしい。
4月笑連隊、珍しく真面目な歌「泣くな友よ」をリリース。内容的には卒業したヨンコンの為に歌っている様にも聴こえるが、よく聴くと歌詞中で登場人物は死んでいる事になっているでおそらく違う。ブルーバードはこの曲のリリースについて「ふざけないっていうギャグです。」と答えている。
4月日本だけでは留まらず、世界に発信する下ネタとしてこの年10周年を記念する世界的名RIDDIM「Clappas Riddim」を正規ライセンスして「NUDE LOVER」をリリース。歌詞はだいたいが英語で、「女の裸がみたくてしょうがない日本人男性が、英語でヌーディストビーチへの行き方を聞きまくる」という内容になっている。アメリカでも配信される。
6月SAMURAI SUPER POWERが主催する野外フェス「FRESH AIR2013」に出演。
7月4x4が「再スタアト」を発表。生粋の変態王子である反面、心から日本を愛する志士としての顔も持つ4x4のもう一つの姿が知れる曲。
8月SUN SETが主催する野外フェス「おくたま☆星空レゲエバッシュ2013」に出演。
10月日本商工会議所青年部関東ブロック大会ちば八千代大会に出演。立食パーティーにもかかわらず盛大に下ネタを披露。
10月所沢の野外フェス「REGGAE SUPER POWERキセキ2013」に出演。
12月4x4が「タッチャッタ」をリリース。チンチンピンチのリリースで疑惑があがったインポテンツの疑いが晴れる。
2014年
1月4x4が自慢のロングヘアーを切る。特に失恋したわけではないらしい。
1月同時多発エロと称し、年をまたいで二ヶ月連発で4x4がエロソロ曲「セクースfeat.紫」をリリース。
6月4x4が、宮古島で、藻で滑って転んで脾臓が破裂。活動休止。
7月4x4不在の為、ブルーバードと高橋ルーが10年ぶりに二人でライブ出演。
2015年
3月渋谷R-LOUNGEで行われた4x4復活祭にて、4x4が復活。これとほぼ同時に笑連隊 OFFICIAL MOBILE SITEがオープン。
3月4x4と高橋ルーによるフォークデュオ「ザ・ルーシーズ」結成。4x4がギターの練習をはじめる。
8月4x4が楽器屋さんに売ってあったウクレレベースにひとめぼれ購入し、ベーシストに転向。
9月高橋ルー、健康診断で心臓の病気がみつかり緊急入院。
9月高橋ルー、意を決して禁煙を決行。
10月高橋ルー「アイコスならいっか！」という甘い考えで禁煙を断念。一週間後医師に怒られすぐに禁煙を再開。この頃から徐々に太りだす。
2016年
5月八王子の暴れん坊SWEET SOPのプロデュースによる「笑連歌」をリリース。
9月4x4、結婚する。
10月HOME-GROWNのトラックに乗せたお風呂の歌「キモチがE ～026～」をリリース。

## ディスコグラフィー

### アルバム
- 笑遊記（2006年06月12日）Smash Hit Records

1000枚限定生産。
- 人間合格（2007年6月2日）P-VINE RECORDS　PCD-4222

- ウキウキ反抗期（2008年04月18日）P-VINE RECORDS　PCD-20027

- ラフ☆レボリューション2010 ～(笑)は地球を救う～（2010年7月7日）SUNNY SIDE RECORDS　SUNNY-004

- ベスト10 & ダスト10 ～Selected by DJヨンコン～ P-VINE RECORDS　PCD-21024

### 7’EP
- 人間合格（2007年07月20日）P-VINE RECORDS
- ココホレ（2008年02月09日）あばれ馬RECORDS

### DVD (参加作品)
- Rover（2007年09月28日）アップリンク　ULD-361
- SUNSET the platinum sound 10th Anniversary Party（2007年10月03日）ビクターエンタテインメント　VIBL-392
- MIGHTY JAM ROCK presents HIGHEST MOUNTAIN 2008-10th Anniversary- [DVD]（2008年11月15日）Victor Entertainment,Inc.　VIBL-436/7

### 参加作品 (新録のみ)
- JAPAN REGGAE DANCEHALL OF FAME（2007年02月16日）P-VINE RECORDS　PCD-25051
- 真夏のオリオン（2007年08月29日）ファー・イースタン・トライブ・レコーズ　UMCF-5010
- ROVE presents HIGHER HEIGHTS（2008年03月26日） ケイエスアール　EXCM-8
- まりもっこりベスト（2008年7月16日）ビクターエンタテインメント
- Drinking Reggae Style（2009年8月5日）Universal J JPN　UPCH1724
- アイ＆アイ・リディム・ワン・ウェイ ～初心～（2009年9月16日）サニーサイドレコード SUNNY-1
- RESPECT!!! THE BLUE HEARTS -A Reggae Tribute to THE BLUE HEARTS-（2010年2月10日）BVCL-53

## TV出演
- ラジかるッ(日本テレビ)[1]
- 今ちゃんの「実は…」（ABCテレビ）
- 流派R （テレビ東京）
- レディス4 「ギニア流の家族愛とは?～サンコン&DJヨンコン親子」（テレビ東京）※DJヨンコンのみ出演
- さんまのスーパーからくりTV（TBS）※DJヨンコンのみ出演
- うわっ!ダマされた大賞【今年もドッキリ風物詩!50人に超ド級ワナ】 ※DJヨンコンのみ出演
- 徹子の部屋（テレビ朝日）※DJヨンコンのみ出演